# Wim Rietveld

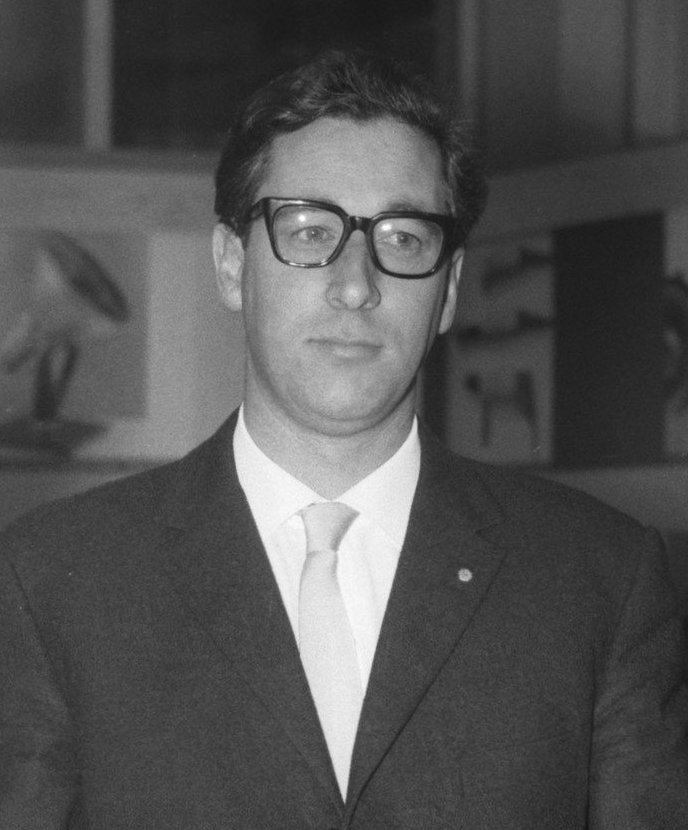
Wim Rietveld, 1961

Wim Rietveld (Utrecht, 1924 - Badhoevedorp, 1985) was een Nederlands industrieel ontwerper.

## Biografie
Wim Rietveld was de zoon van architect en ontwerper Gerrit Rietveld en een broer van de kunstschilderes Bep Rietveld, de meubelontwerper Gerrit Rietveld jr. en de architect Jan Rietveld. Hij deed de ambachtsschool en kwam daarna in dienst bij het bedrijf Servo Balans, dit bedrijf maakte industriële weegapparatuur. Hij werd daar hoofd van de tekenkamer. Hij deed een deeltijdopleiding Industriële vormgeving aan de Academie van Beeldende Kunsten in Den Haag. De kwaliteit van zijn afstudeerproject trok de aandacht van de firma Gispen, waar hij van 1953 tot 1956 betrokken was bij het ontwerp van kantoormeubelen; hij breidde het assortiment van Gispen uit met woonmeubelen en lampen. In 1957 was hij met zijn vader verantwoordelijk voor het ontwerp van de Mondial stoel, een stapel- en koppelbare stoel. Deze werd in 1958 gepresenteerd op de Wereldtentoonstelling in Brussel.
Na zijn vertrek bij Gispen werkte hij met Friso Kramer bij meubelbedrijf De Cirkel. Kramer en Rietveld wonnen in 1961 voor De Cirkel de BKI-prijs, toegekend door de Bond voor Kunst en Industrie. Hij bleef tot 1970 bij De Cirkel. Uiteindelijk vestigde Rietveld zich als freelance ontwerper. Hij werkte voor tal van industrietakken: landbouwmachines, huishoudelijke apparatuur en openbaar vervoer. Rietveld was samen met Wim Groeneboom betrokken bij het ontwerp van de eerste Amsterdamse metro.
In zijn ontwerpen legde Rietveld de nadruk op het vinden van een balans tussen vorm en functie; hij hechtte aan het ontwikkelen van eenvoudige productietechnieken en had als motto: ‘Goed van vorm, solide, praktisch en goedkoop’.
Tussen 1961 en 1975 was hij docent aan de Koninklijke Academie van Beeldende Kunsten in Den Haag. Van 1973 tot 1979 was hij buitengewoon hoogleraar aan de toenmalige Technische Hogeschool Delft.

Ontwerpen van Wim Rietveld
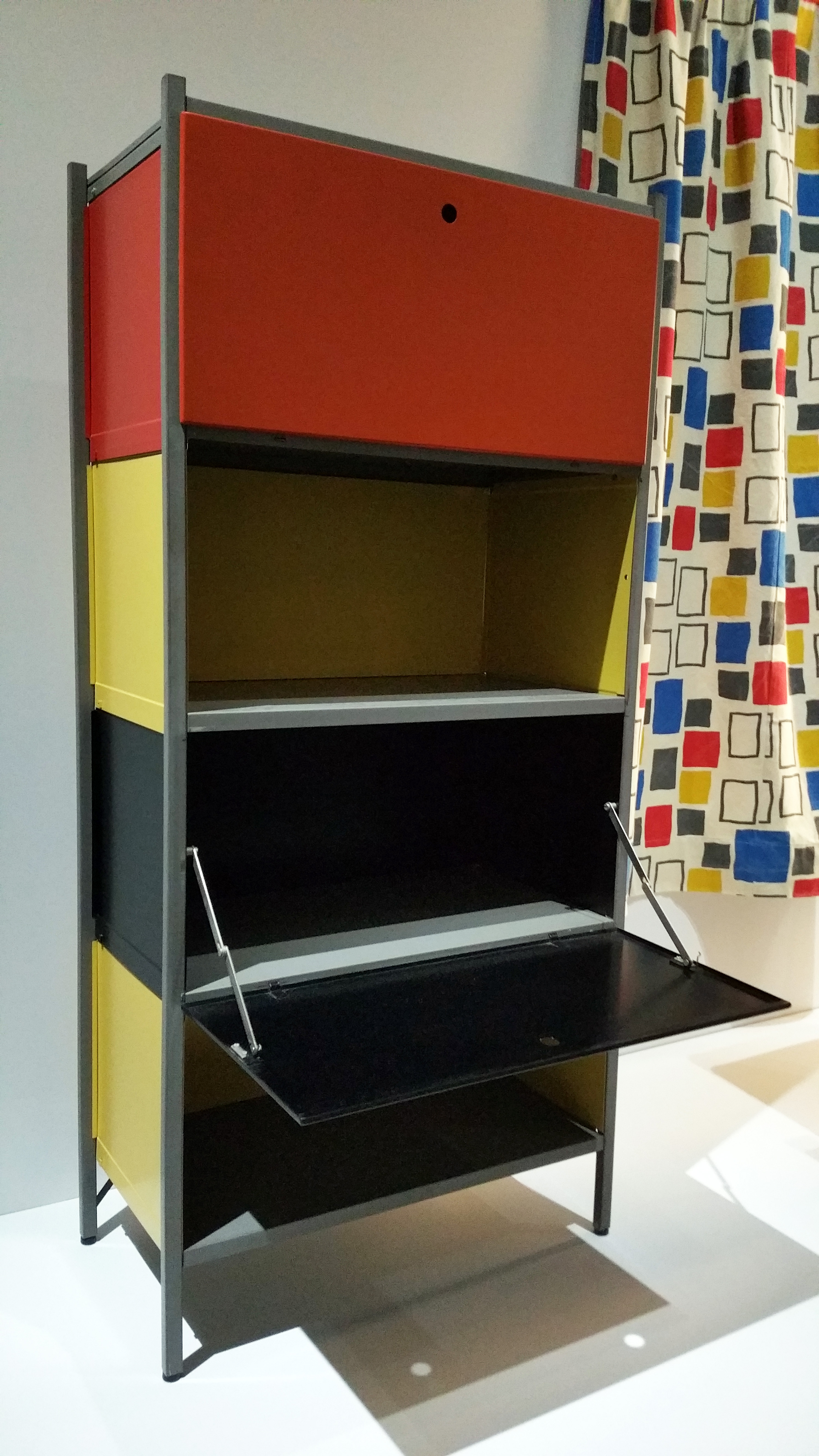
Wandkast
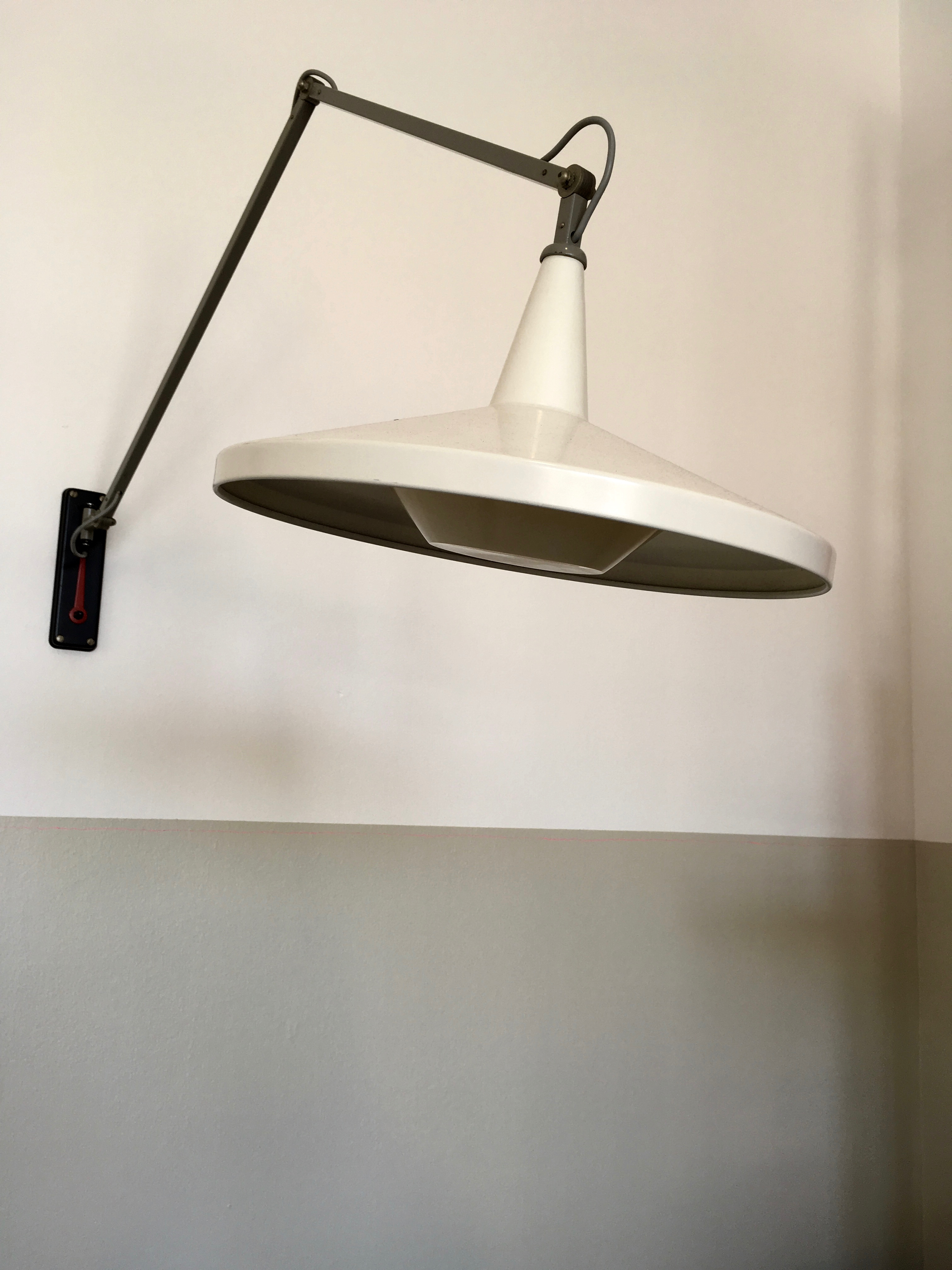
Panama-lamp
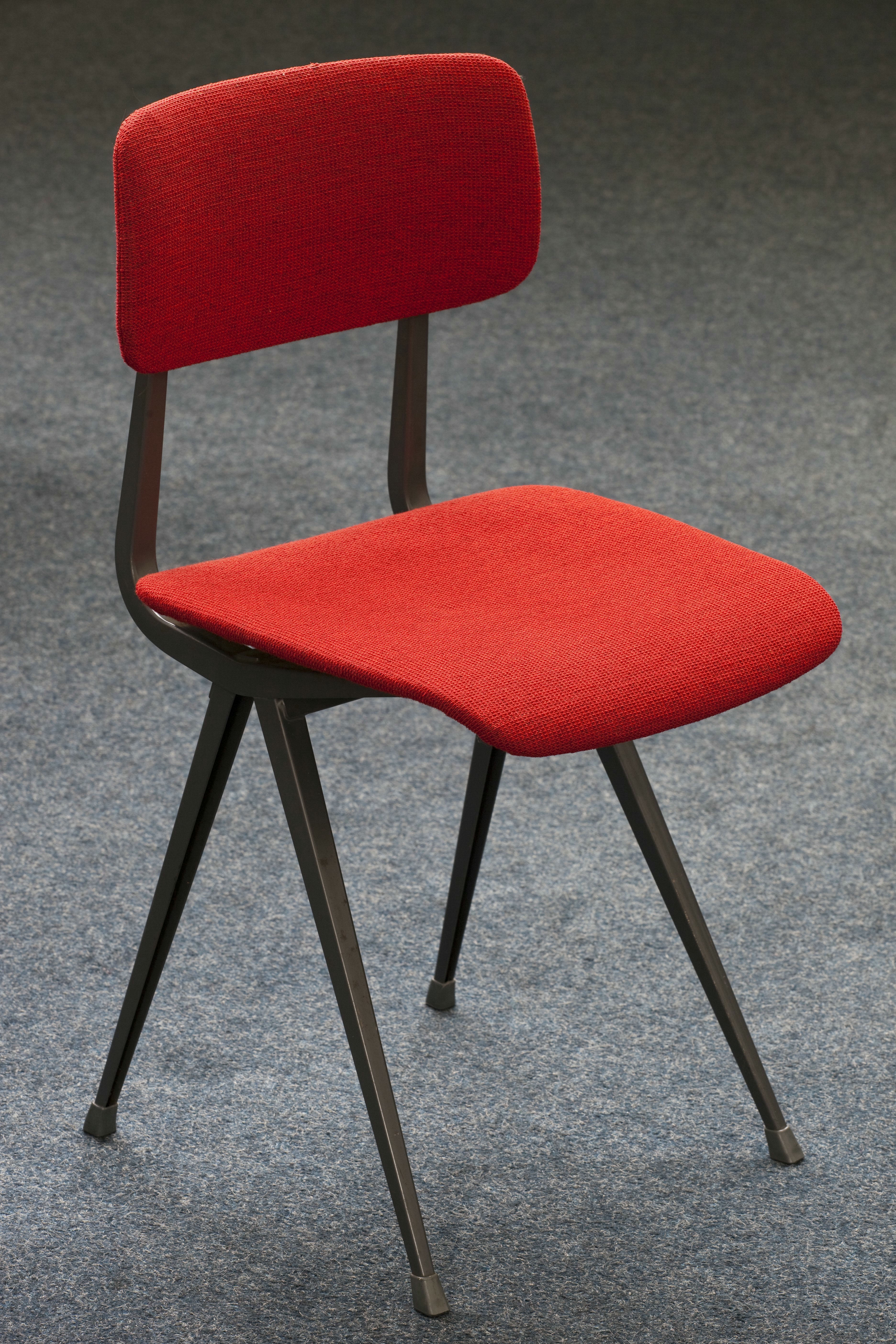
Kantoorstoel (Ahrend)
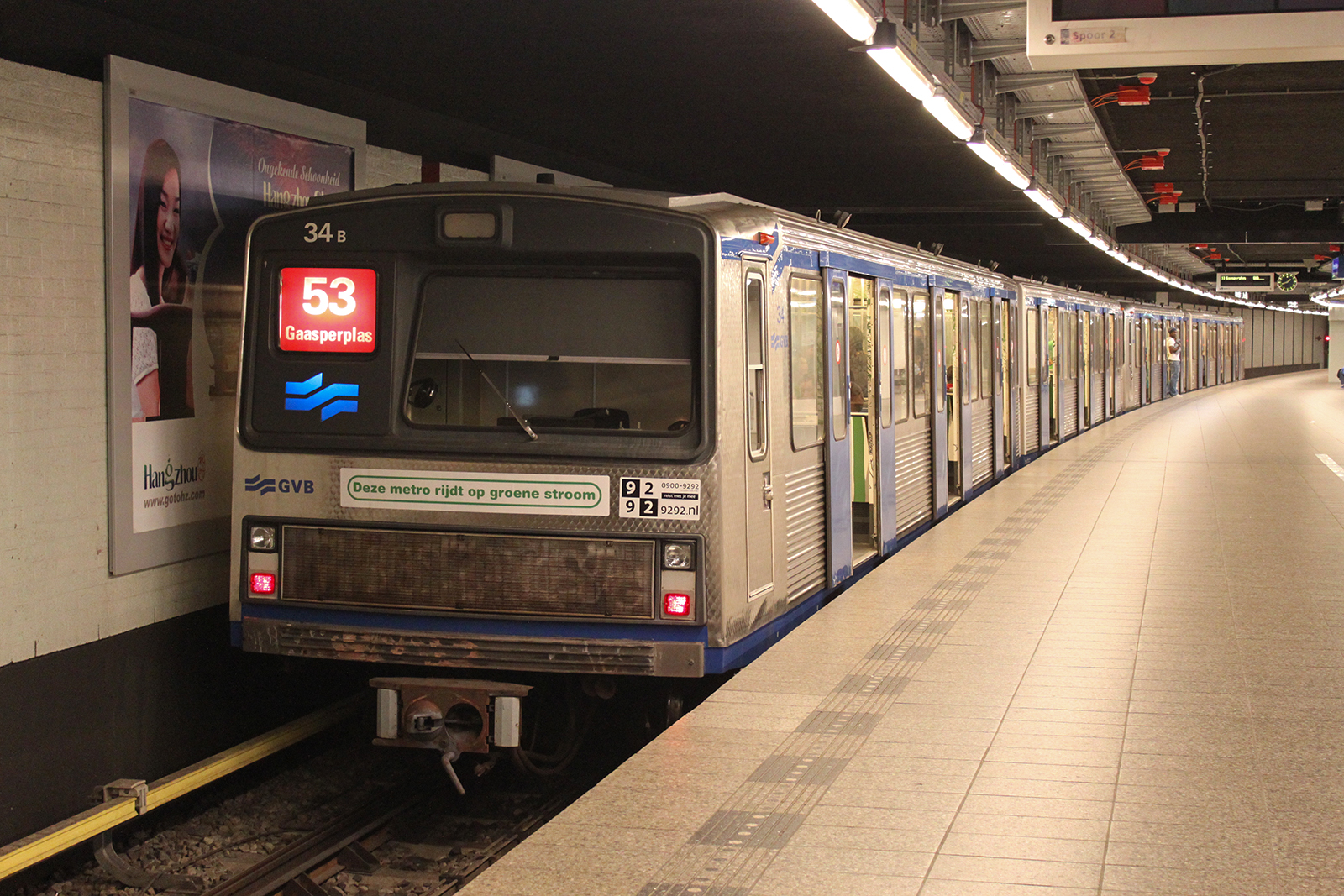
Eerste Amsterdamse metro
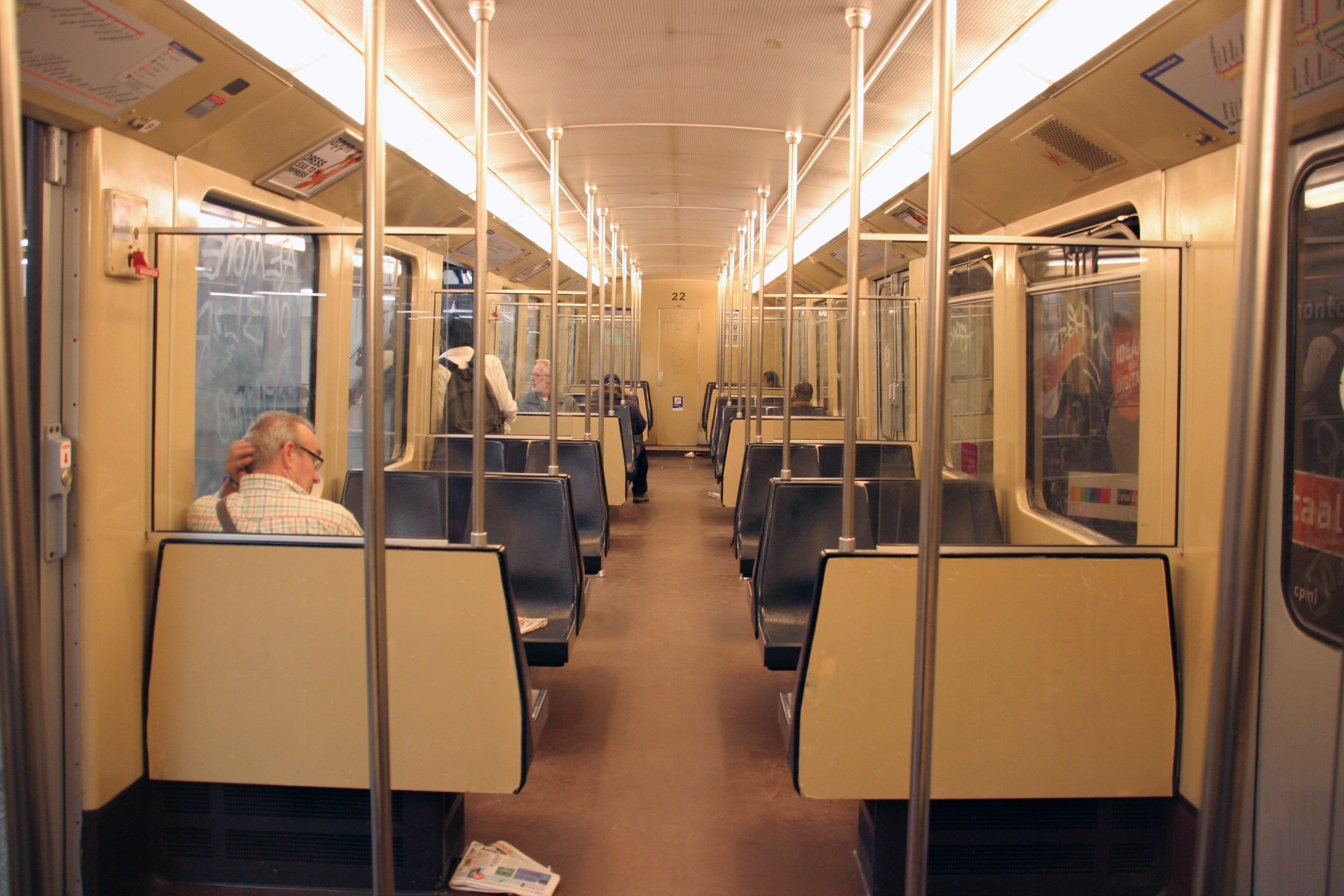
Interieur metro Amsterdam

- Bibliothèque nationale de France: cb135121879 (data)
- Biografisch Portaal: 82027127
- Gemeinsame Normdatei: 119398591
- International Standard Name Identifier: 0000 0000 7860 944X
- Library of Congress Control Number: n97051591
- Nederlandse Thesaurus van Auteursnamen: 148626912
- RKD-Nederlands Instituut voor Kunstgeschiedenis: 255887
- Virtual International Authority File: 72203238
- WorldCat: E39PBJB4ghFDpD4xppF3BjwXBP